# Папароа (національний парк)
Національний парк Папароа — природний парк на Вест-Кост (Нова Зеландія) площею 306 км2., заснований 1987 року. Парк простягається від берегової лінії до піку гірської гряди Папароа Ренжес. Окрема секція парку розташована на північ від основної частини, довкола Анануі Крік. Парк захищає територію вапнякового карсту та включає декілька печер, з яких печера Метро / Те Анануі доступна для комерційного туризму. Більшість території парки є лісами з різноманітними рослинами.
На межі парку, поруч зі скелями Панкейк розташоване маленьке поселення Пунакайкі; парк розташований неподалік міст Вестпорт, Греймаут та Баррітаун.

## Історія створення
«Об'єднані гірські клуби» (англ. Federated Mountain Clubs) 1976 року визначили північну частину хребтів Папароа як потенційну ділянку охорони дикої природи; 1979 року «Native Forest Action Council» запропонувала створити національний парк площею 130 000 га, включивши туди північну частину хребтів Папароа з землями на північ та на південь від них. В результата Управління національних парків та резервів визначило західну частину хребтів Папароа як потенційний національний парк. Одночасно з цим, 1979 року була прийнята спільна пропозиція Департаменту науково-промислових досліджень та Національного музею щодо оголошення ключової території великого екологічного значення — лісів низинної карстової синкліналі — «Екологічною територією Порорарі».
Початкова пропозиція щодо створення великого парку, який включав ділянку дикої природи, була відкинута, але після семи подань та з допомогою від інших груп захисту навколишнього середовища, у тому числі «Royal Forest» та «Bird Protection Society», 23 листопада 1987 року був створений Національний парк Папароа з площею 30 327 га.

### Захист від видобування ресурсів
Територія національного парку захищена від видобування ресурсів додатком 4 до «Королівського акту про мінерали». Але існували пропозиції щодо дозволу на видобування поруч з кордонами парку та виділення частини парку для видобування. Так у 2010 році на обговорення була висунута пропозиція вилучити 7 058 гектарів національних парків з зазначеного акту, у тому числі 3 315 га сектору Інангахуа з Національного парку Папароа., або 8 % території парку, та дозволити там видобуток ресурсів. Представник Міністерства енергії та ресурсів навіть заявив, що не можна виключити навіть відкритий видобуток ресурсів у парку.
Але вже 20 липня 2010 року, спільною заявою Міністр енергії та ресурсів та Міністр консервації природи повідомили, що уряд Нової Зеландії отримав 37 552 відгуки на пропозицію та вирішив не виключати землю з додатку 4 Королівського акту про мінерали для цілей подальшого пошуку чи видобутку мінералів. Міністр консервації також зазначила, що уряд погодився додати 14 ділянок загальною площею 12 400 га до зазначеного додатку 4, у тому числі 240 га Національного парку Папароа (північно-західна ділянка).

### Збільшення парку та меморіальний маршрут Пайк 29
Після ліквідації «Pike River Coal», «Solid Energy» придбала її активи, а потім уряд придбав 3580 гектарів землі довкола шахти Пайк Рівер Майн. Міністр навколишнього середовища Нік Сміт оголосив 15 листопада 2015, що ці землі будуть додані до національного парку. Меморіальний маршрут «Пайк 28» довжиною 45 км від Блекболлу до Пунакайкай через парк був створений на згадку 29 шахтарів, які загинули під час аварії на шахті Пайк Рівер Майн.
.
Більшість родин загиблих шахтарів схвалили створення маршруту

,, але була і критика через те, що «Solid Energy» вирішила 2014 року, що є занадто ризикованим спуститися у шахту для того, щоб знайти останки загиблих шахтарів.

## Ландшафти
Парк має різноманітну геологію та ландшафти гір, долин та прибережної території.

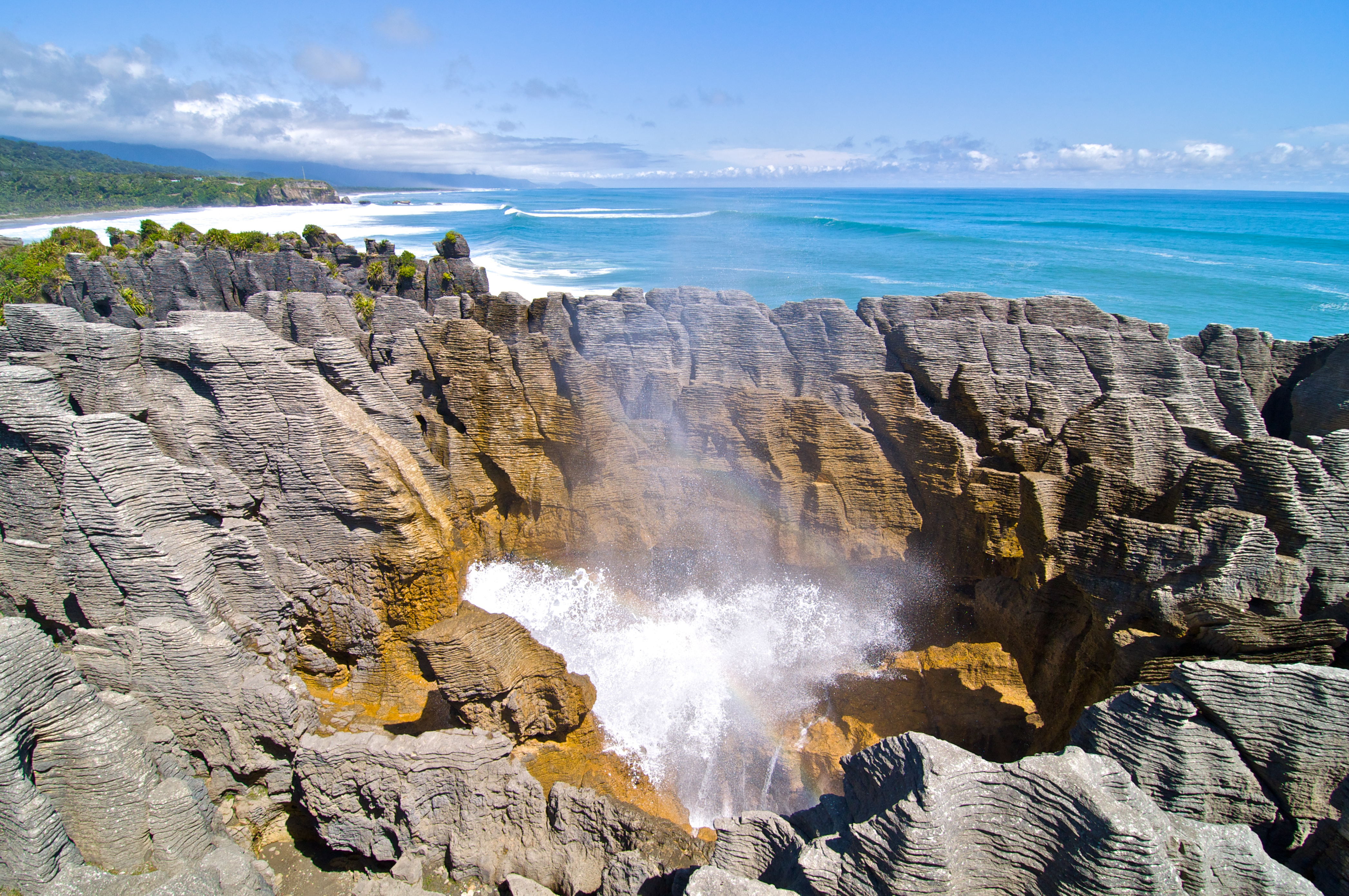
«Скелі Панкейк» (млинчики) у національному парку Папаров

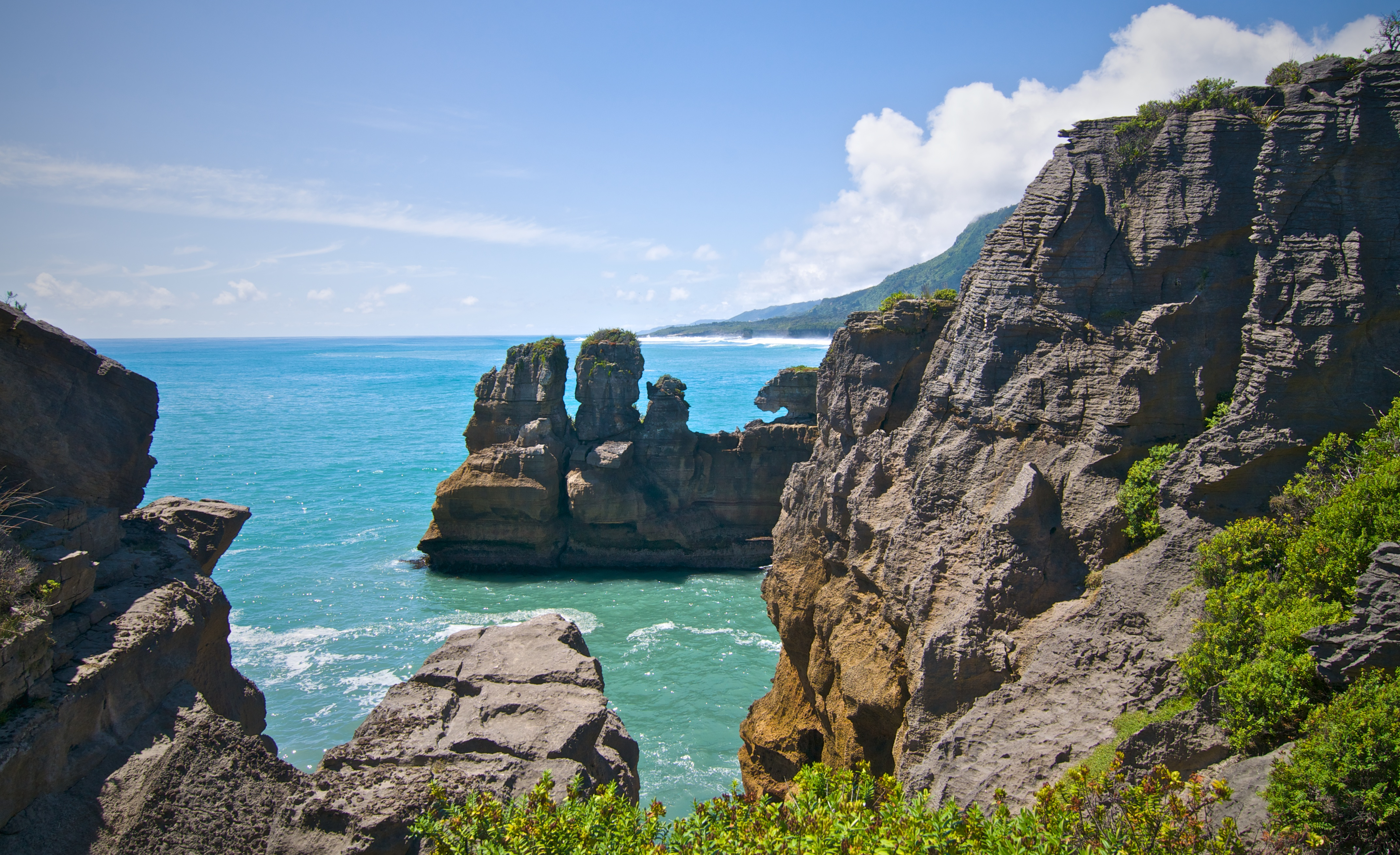
«Скелі Панкейк»

### Гори
Більш ніж половина території парку є гористою місцевістю, зі східного кінця синкліналі до вершини головного хребта. На східній стороні можна побачити різноманітні висячі рівнини, обрізані шпилі, нависаючі піки та цирки над глибокими льодовиковими каньйонами, розташованими у напрямку північ-південь.
Домінуючі старовинні гранітні та гнейсові скелі гір Папароа мають більшу геологічну схожість на скелі віддаленого Фіордленду, ніж на головний хребет Південних Альп.
Причина в тому, що Альпійський розлом відділив їх від їх первісних сусідів протягом останніх 10 млн років.

### Карст
Річки, які стікають з хребтів Папароа, проходять через вапнякову синкліналь, створюючи підземні русла та розвинені печерні системи, які є однією з головних рис парку. Основні річки — Фокс, Порорарі та Пунакайкі.
Річкові каньйони, оточені високими вапняковими скелями з шапками лісів, дозволяють проникнути у карстові нутрощі парку. Більшість каньйонів приток основних річок дуже вузькі, круті та мають водоспади. Сухі, порослі мохом ложа струмків, карри, карстові вирви,, глухі долини та басейни, де вода піднімається з печер або зникає у вирви вказують на складну підземну печерну систему. Там вода повільно розчиняла вапняк та створювала систему шахт, тунелів та печер. Ліс згори забезпечує продовження цього процесу, адже його рослинні рештки, гниючи, додають кислотності воді.
Найбільшою окремою рисою карстового регіону є Баррітаунська синкліналь. По обох боках синкліналі є виходи вапняку, а на дні — більш недавній гравій та глинистий пісковик. Ці породи, які більш легко піддаються ерозії, лежать поверх міжстратового карсту. Більшість відомих печерних систем розташовані на західній стороні вапнякової синкліналі, де підземні патерни дренажу розташовані переважно вздовж горизонтальних слабких ліній скельної основи.

### Берегова лінія
Берегова лінія Папароа характеризується скельними терасами з високими обривами, які формуються хвилями Тасманового моря, з ввігнутими гротами та піщаними пляжами. Поруч з берегом є маленькі острови та кам'яні стовпи. Колись ці тераси були островами, які стали частиною основної суші, коли Нова Зеландія зазнала підняття у своїй відносно нещодавній геологічній історії. Найбільш відомою рисою берегової лінії є «панкейкові скелі» на Доломіт-Пойнт, поблизу Пунакайкі, де порода, складена рівними шарами вапняку, частково еродована та формує припливні басейни та дихала.
Важливою рисою берега є колонія рідкісного морського птаха, вестландського буревісника або тайко, розташована на терасах, вкритих густими лісами, трохи на південь від річки Пунакайкі. Це місце їх розмноження зазначено BirdLife International як Важлива орнітологічна територія.

## Морська фауна
На територіях, дотичних до Вестпорта існують великі колонії новозеландського морського котика, наприклад на мисі Фоулвінд. Рідкісні південний морський слон та морський леопард також були помічені у цих місцях. Неподалік берегів можна спостерігати дельфінів Гектора (з однією з найвищих щільностей популяції у країні) та деяких інших дельфінів, у тому числі косатку. Чисельність китів ще дуже мала, але також спостерігали різні їх види і є надія, що деякі з них: кит південний, який може стати сезонним мігрантом, горбатий кит та кит синій можуть створити колонії у цьому районі.